# Andorra (drama)
Andorra es un drama del escritor suizo Max Frisch, que marca el final de su etapa de “teatro comprometido” y se estrenó el 2 de noviembre de 1961 en el Schauspielhaus Zúrich bajo la dirección de Kurt Hirschfeld. 
Si bien fue celebrada como una de las obras más importantes después de la Segunda Guerra Mundial, también se convirtió en objeto de controversia, provocada por el hecho de que Frisch eligió el antisemitismo como modelo, desactivando así sus problemas específicos y trivializando la realidad histórica. Si bien el drama fracasó en Broadway en Estados Unidos, sigue siendo una obra representada en muchos escenarios de habla alemana y está incluida en el canon escolar. Andorra es, junto con Biedermann y los incendiarios, la obra más conocida de Max Frisch.
A modo de parábola, Frisch utiliza el ejemplo del antisemitismo para abordar los efectos del prejuicio, la culpa de los seguidores y la cuestión de la identidad de una persona frente a la imagen que los demás tienen de ella.
El drama trata sobre Andri, un joven que fue concebido fuera del matrimonio por su padre con una mujer extranjera, y a quien hace pasar por un hijo adoptivo judío. Los residentes de Andorra tratan  a Andri con prejuicios constantemente, por lo que incluso después de conocer sus verdaderos orígenes, se aferra a la identidad judía que le ha sido asignada. A esto le sigue su asesinato a manos de un vecino racista. Después de dejar que todo sucediera, los andorranos justifican ante el público sus malas acciones y su cobardía y niegan su culpa.

## Trama
Los habitantes de Andorra temen el ataque de los “Negros”, un poderoso pueblo vecino que persigue y asesina a judíos. Los patriotas andorranos también tienen diversos prejuicios antisemitas. Andri, el personaje principal del drama, sufre estos prejuicios, ya que el maestro Can lo hizo pasar por un niño adoptivo judío desde su infancia. Sólo más tarde sale a la luz que Andri es el hijo de Can de una relación extramatrimonial con una "mujer negra". Para mantener en secreto su paternidad, el maestro afirmó que había salvado a Andri de los “negros” ya que era un niño judío.
La obra comienza el día antes del día de San Jorge. Barblin, la hija de la maestra, blanquea la casa de su padre, como todas las niñas de ese día. El soldado la observa y la acosa con bromas lascivas. El sacerdote expresa la imagen que los andorranos tienen de sí mismos como un país pacífico, débil y piadoso. Pero varios signos ya apuntan a una catástrofe inminente.
El propio Andri trabaja como ayudante de cocina en un bar. Ama a Barblin, sin saber que ella es en realidad su media hermana, y quiere casarse con ella, pero no se atreve a pedirle la mano a la maestroa. Seducir a la hija de su supuesto padre adoptivo le parecería una ingratitud. La sensación de tener que estar constantemente agradecido a su “salvador” le deprime, es muy reservado y le preocupa la opinión pública. Para no atraer los omnipresentes prejuicios antisemitas de los andorranos, se adapta a ellos lo mejor posible y se esfuerza por demostrar su lealtad.
El maestro negocia un aprendizaje de carpintería para Andri, aunque el carpintero expresa repetidamente sus prejuicios con la frase “... si no lo lleva en la sangre” y exige una suma exorbitante por el aprendizaje. Andri está orgulloso de su prueba de aprendiz, una silla firmemente encajada, pero el carpintero le asigna a Andri el trabajo fallido del oficial, cuyas piernas pueden arrancarse fácilmente. El oficial no aclara el error y el carpintero se alegra de denostar el trabajo de Andri a causa de sus prejuicios. Pone a Andri en las ventas, para lo cual, según cree el carpintero, es más adecuado como judío. Andri se da cuenta por primera vez de que su adaptación no puede superar todas las barreras de los prejuicios y los rebeldes.
Después de un examen por parte del médico, a quien la maestroa echa de casa por comentarios antisemitas, Andri le pide a la maestroa la mano de Barblin. Es rechazado y atribuye la culpa a su identidad judía. Cuanto más se enfrenta Andri a los prejuicios, más intensamente se observa a sí mismo y nota las características que se dice que tiene sobre sí mismo. Así, él, que hasta ahora ha sido generoso con su dinero, adquiere la avidez “judía” por el dinero cuando planea emigrar con Barblin.
Andri duerme en la puerta de Barblin por las noches. Sin que él lo supiera, el soldado, que previamente había “vigilado a Barblin” sin éxito, violó a Barblin, quien intentó en vano gritar. Esa noche, Andri rechazó varias veces a su padre cuando intentó hablar con él. Cuando el maestro se dirige a Andri como su “hijo”, Andri evita ser el hijo del maestro. Finalmente el soldado sale de la cámara de Barblin y Andri también pierde la fe en ella. El sacerdote intenta cuidar de Andri, pero también expresa prejuicios y, con buenas intenciones, anima a Andri a aceptarse “a sí mismo” como judío.
La madre de Andri, llamada "la Señora", viene a Andorra procedente de los "Negros" para ver a su hijo. Cuando ella acusa al maestro de hacer pasar a Andri por judío, él finalmente decide revelar la verdad. El sacerdote revela la verdadera identidad de Andri, pero se encuentra con la negativa de Andri a aceptarla. Insiste en su papel de judío y chivo expiatorio, algo que ya ha aceptado. Al marcharse, la Señora, considerada una “delatora” por los andorranos, es víctima de una piedra que le arrojan. Se culpa erróneamente del ataque a Andri; el miedo posterior del posadero revela que él es el verdadero lanzador de piedras.
Los “negros” invaden Andorra y los patriotas previamente convencidos entregan sus armas y se congracian con los nuevos gobernantes. Mientras tanto, se produce el enfrentamiento final entre Andri y su padre, en el cual Andri rechaza la verdad por última vez. Ahora se identifica con el destino colectivo de los judíos y está dispuesto a aceptar el papel de mártir. También le da la espalda a Barblin, que intenta salvar a su hermano. Rechaza el papel de hermano y quiere de Barblin lo que a sus ojos ella concede al soldado y a todos los demás y sólo le niega a él: acostarse con ella. Pero es recogido por el soldado, que ahora ha desertado al servicio de los “negros”.
En una plaza de Andorra se celebra una “muestra de judíos” (Judenschau) bajo la dirección de un “profesional” de los “negros”, que supuestamente es capaz de reconocer a los judíos por sus características externas. A pesar de los llamamientos a la resistencia de Barblin, los andorranos no lo defienden de los invasores. Andri es “reconocido” como judío por su forma de caminar y se lo llevan. Sólo cuando se corta el dedo del condenado para quitarle el anillo de la Señora, este acto va demasiado lejos incluso para los andorranos. Al final de la obra, el maestro se ha ahorcado y Barblin ha enloquecido: blanquea el pavimento de la gran plaza, haciéndose eco de los acontecimientos de la escena inicial.
Entre las escenas, los andorranos que participan en la obra pasan a primer plano en breves pasajes de la acción. En testimonios ante un estrado, justifican sus acciones y omisiones, y niegan tener culpa por la muerte de Andri. Sólo el sacerdote, que es el único que testifica orando en lugar de hacerlo en el estrado de los testigos, confiesa haberse hecho una imagen de Andri y acepta su complicidad en su muerte.

## Personajes
En el elenco se enumeran doce personas que hablan, de las cuales sólo dos se mencionan por su nombre: Andri y Barblin. Son los únicos personajes que se aman y por lo tanto no se crean una imagen fija del otro.Los demás se designan por un título o profesión, los nombres reales sólo se mencionan en la conversación. Se trata de tipos que vienen determinados por la familia, el trabajo o la posición social. La intención de Max Frisch de darle a Andorra el carácter de un modelo ya se hace evidente en los típicos nombres de los roles.
Muchos andorranos también encarnan al menos uno de los prejuicios con los que se enfrenta Andri. La cobardía se aplica a todos. Además de los papeles hablantes, aparecen dos individuos mudos: el idiota y el "Judenschauer", así como dos colectivos mudos: el pueblo andorrano y los soldados de los “negros”.
| Papel                                    | Nombre   | Características |
| Papeles hablados                         |          | |
| Andri                                    | Andri    | está, aunque en el centro de la trama, aislado de los demás personajes. Según Frisch, “no es un chico modelo. Se supone que a veces nos sorprenda como cualquier otra persona”. |
| Barblin                                  | Barblin  | la única que defiende a Andri hasta el final. |
| El maestro                               | Can      | padre de Andri y Barblin. |
| La madre                                 |          | la esposa del maestro y madre de Barblin, intenta mantener unida a la familia. |
| La Señora                                |          | Madre de Andris, una “negra”. Frisch la llamó más tarde “una figura débil”. […] Lo importante no es la Señora sino el problema Andri-Andorra.“ |
| El sacerdote                             | Benedikt | no confiesa en el estrado de los testigos y es el único que admite su culpabilidad. Aunque actúa con buenas intenciones, para Frisch es “uno entre los demás”. "Él representa tal vez a la Iglesia, pero la Iglesia no nos representa a nosotros, no para mí." Aunque le atribuye características positivas a "los judíos" (y con ellos a Andri), él, como los demás andorranos, sitúa a Andri en un cierto nivel determinado por los prejuicios. |
| El soldado                               | Peider   | "le ha echado un ojo" y viola a Barblin |
| El tabernero                             |          | presunto asesino de la Señora |
| El carpintero                            | Prader   | particularmente antisemita y codicioso |
| El aprendiz                              | Fedri    | traiciona la amistad de Andri |
| Alguien                                  |          | Aparece como un observador irónico y distante que piensa más allá que los demás andorranos, pero no interviene en lo que sucede. |
| El médico                                | Ferrer   | Particularmente antisemita y patriota, intentó en vano hacer carrera en el extranjero y justificó hipócritamente su regreso a Andorra con su amor a la “patria”. Culpa a la ambición de los judíos de arrebatarle los puestos de trabajo delante de sus narices y él mismo es demasiado ambicioso. |
| Papeles mudos                            |          | |
| El idiota                                |          | asume la función del bufón y sirve para enfatizar ciertas declaraciones |
| El observador de judíos ("Judenschauer") |          | representa un “elemento alienante”, no es un tipo como las otras figuras, sino el “símbolo del poder del prejuicio y su institucionalización”. |

## Lista de escenas
La pieza Andorra se divide en doce escenas, que a su vez pueden combinarse en dos complejos temáticos de seis imágenes cada uno. Mientras que las primeras seis imágenes muestran la creciente exclusión de Andri de la comunidad andorrana, las segundas seis imágenes abordan la progresiva identificación de Andri con la imagen que los andorranos tienen de él, "su creciente disposición a aceptar la vieja suerte de 'los'  judíos que sufren y son asesinados como chivos expiatorios.” 
| Escena           | Tema | Primer plano                               | Contenido                                                                                          |
| Primera escena   | Situación inicial, indicio de lo que vendrá (Alguien: “Hay una tormenta en el aire”)                                                                            | 1. testimonio                              | El posadero en el estrado de los testigos.                                                         |
| Segunda escena   | Conversación nocturna Andri–Barblin, dudas de Andris | 2. testimonio                              | El carpintero en el estrado de los testigos.                                                       |
| Tercera escena   | Andri en el taller de carpintería, no le permiten ser carpintero (primer golpe para él)                                                                         | 3. testimonio                              | El oficial en el estrado de los testigos.                                                          |
| Cuarta escena    | Conversación entre Andri y el médico, rechazo del maestro al matrimonio de sus hijos                                                                            |                                            | |
| Quinta escena    | Conflicto de conciencia del maestro |                                            | |
| Sexta escena     | Andri rechaza los intentos explicativos del maestro. El soldado viola a Barblin                                                                                 | 4. testimonio                              | El soldado en el estrado de los testigos.                                                          |
| Séptima escena   | El sacerdote anima a Andri a aceptarse “a sí mismo”, pero también muestra prejuicios subyacentes                                                                | 5. testimonio                              | El sacerdote reza, primera y única confesión en la que alguien admite su culpa                     |
| Octava escena    | Entrada de la Señora, los soldados golpean a Andri | Conversación entre el maestro y la Señora. | Acusación de la Señora al maestro                                                                  |
| Novena escena    | Despedida y muerte de la Señora, nueva conversación entre Andri y el sacerdote, pero Andri ahora ha adoptado la visión de los demás como su propia “identidad”. | 6. testimonio                              | Alguien en el estrado de los testigos, Sintió pena por Andri, pero “también hay que saber olvidar” |
| Décima escena    | Invasión de los “negros”, conversación entre Andri y el maestro, identificación final de Andri con el destino de los judíos                                     | Patrulla de los soldados “negros”          | |
| Undécima escena  | Andri quiere acostarse con Barblin contra su voluntad “como los demás”, larga conversación Andri-Barblin, arresto de Andri                                      | 7. testimonio                              | El médico en el estrado de los testigos.                                                           |
| Duodécima escena | Inspección de judíos, Andri es apresado, Barblin enloquece, el maestro se ahorca                                                                                |                                            | |

## Temas de la obra

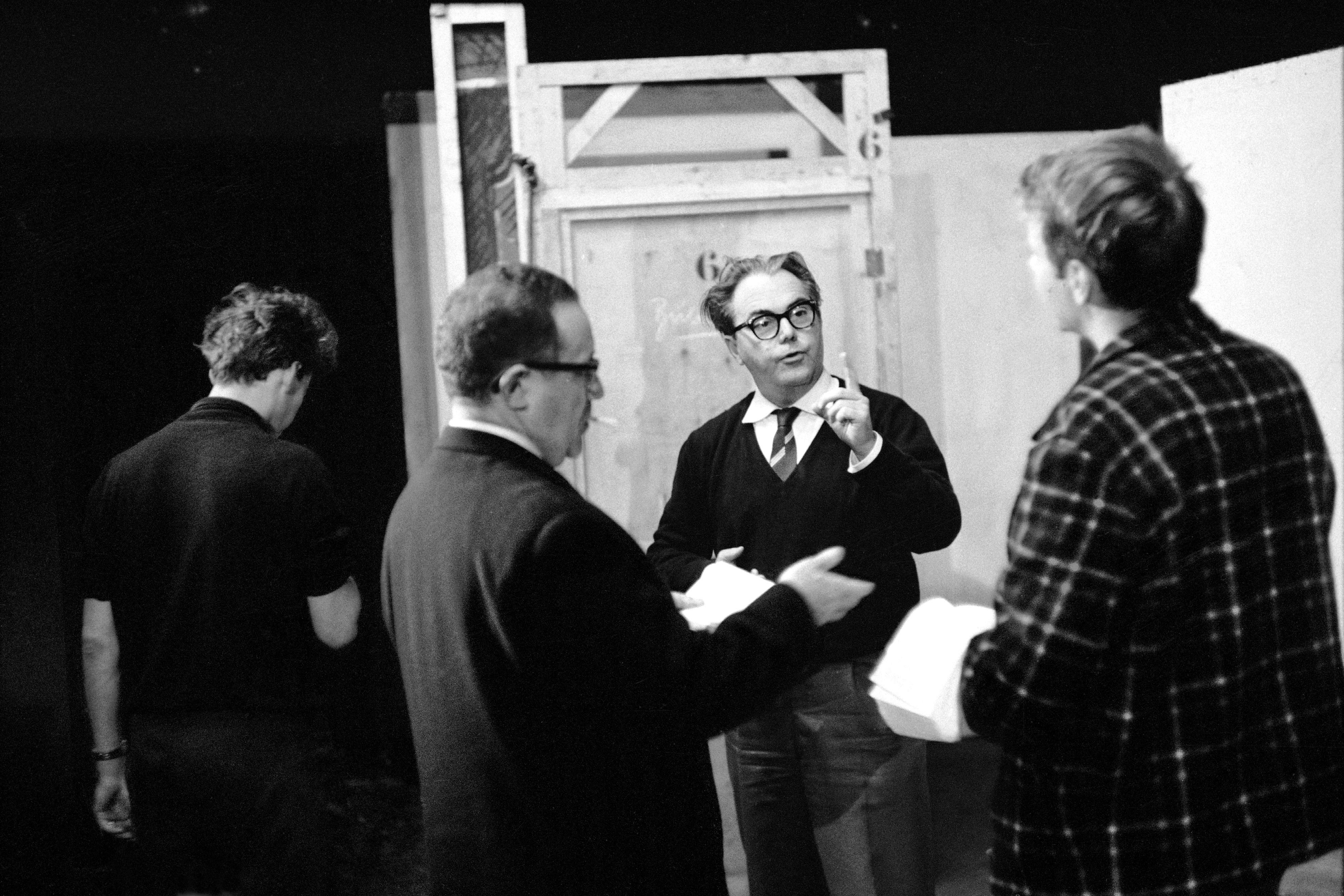
Max Frisch ensayando Andorra en el Schauspielhaus Zurich en 1961

Uno de los temas principales de la pieza es el problema de la imagen, que está en el centro de toda la obra de Frisch: ¿Cómo puede el individuo preservar su propia identidad en comparación con la imagen que el entorno crea de él? El primer boceto en prosa de Frisch sobre Andorra terminaba con una referencia al mandamiento: “No te harás imagen, se dice, de Dios. También debería aplicarse en este sentido: Dios como lo vivo en cada persona, lo que no se puede captar. Es un pecado que, tal como se comete contra nosotros, lo volvemos a cometer casi sin cesar, excepto cuando amamos."  En su novela Stiller, Frisch continúa: “Todo retrato [en el sentido de crearse una imagen] es un pecado. Es exactamente lo contrario del amor […] Cuando amas a una persona, le dejas todas las posibilidades abiertas y, a pesar de todos los recuerdos, simplemente estás dispuesto a sorprenderte, a sorprenderte una y otra vez, de lo diferentes que son, qué diverso y no tan simple, no un retrato acabado”.
Al crear una imagen de cómo debería ser Andri como judío, los andorranos lo definen según sus prejuicios. Para llegar a un acuerdo consigo mismo, para volverse uno con la imagen que los demás tienen de él, Andri finalmente no tiene más remedio que aceptar esta imagen, cumplir el papel que se espera de él y confirmar los prejuicios contra él. Las presiones del entorno social conducen a un constante autoexamen y ajuste a las expectativas. En una entrevista con Curt Riess, Frisch hizo la exigencia basándose en su artículo: “Cada persona está obligada a mirar a cada uno de sus semejantes sin prejuicios.” 
Otro tema de la obra es la cobardía humana. Los andorranos son cobardes cuando, aunque estén “contra las atrocidades”, no hacen nada contra los “negros”. El alguien librepensador, el sacerdote amable y el padre de Andri también son cobardes. El propio Andri es un cobarde cuando no se atreve a pedir la mano de Barblin en matrimonio y cuando tiene que emular a los demás. Su cobardía también es consecuencia del prejuicio que le muestran los andorranos. El soldado que le dice a Andri que un andorrano no es un cobarde, sólo los judíos son cobardes, es uno de los primeros desertores cuando los “negros” invaden.
Frisch concedió gran importancia a que el espectador no pudiera distanciarse de los andorranos. Es esencial que “los andorranos no maten a su judío, simplemente lo conviertan en judío en un mundo donde eso es una sentencia de muerte”. El hecho de que otro se convierta en verdugo no le exime de su culpa: “Quiero mostrar la culpa donde la veo, nuestra culpa, porque si entrego a mi amigo al verdugo, el verdugo no asumirá la culpa.”  En una entrevista con Curt Riess continuó: “Los culpables están sentados en la platea. Los que dicen que no lo quisieron. Ellos que se hicieron culpables pero no se sienten cómplices. Deberían tener miedo […] deberían permanecer despiertos por la noche después de ver la obra. […] Los cómplices están en todas partes.” 
Los testimonios demuestran que la humanidad es incorregible y que los andorranos no han aprendido nada de todo eso. Aunque la mayoría de ellos admiten que sus acciones hacia Andri como no judío fueron incorrectas, reducen su culpa a la ignorancia de la verdadera identidad de Andri y consideran justificadas sus acciones hacia un verdadero judío. Sólo asumen la más mínima culpa, la parte que no fue importante para el curso de la historia.
El propio Frisch vio en su obra “la conclusión: los culpables no son conscientes de ninguna culpa, no son castigados, no han cometido ningún delito. No quiero un rayo de esperanza al final, quiero terminar con este horror, quiero terminar con el grito de lo escandalosamente que la gente trata a la gente."  Su valoración pesimista se extendió también a la cuestión del impacto de la obra: “Ese es un optimismo que no tengo”. Después de que en Andorra se hablara sobre el racismo y de que fuera incluso leída en las escuelas, para él “los reflejos racistas” en la cuestión de los trabajadores invitados [Gastarbeiter] eran “la contraevidencia de que se estaba enseñando algo que surtía efecto y daba frutos”.

## Antecedentes
En 1946 Frisch creó un primer borrador para Andorra. Se encuentra en el diario de Frisch de 1946 a 1949 bajo el título El judío andorrano y sigue un esbozo en prosa del mandamiento “No te harás una imagen”. A diferencia de la adaptación teatral posterior, se da a entender que el judío es cruelmente asesinado por perpetradores andorranos, y los andorranos no se justifican en el estrado de los testigos: “Pero los andorranos, cada vez que se miraban al espejo, veían con horror que ellos mismos, cada uno de ellos, lleva las características de Judas.”  Joachim Kaiser comentó más tarde las diferencias entre el borrador y la obra: “La obra cuenta la parábola de otra manera. La atención no se centra en los judíos, sino más bien –como sugiere el título recién formulado– en Andorra.” 
En una conversación con Horst Bienek en 1961, Frisch explicó: “Sólo después de años, después de haber leído varias veces el boceto del diario antes mencionado, descubrí que se trataba de un tema muy amplio, tan importante que me asustó. Al mismo tiempo me dieron ganas de temer, pero sobre todo, después de conocerme a través de mis experimentos anteriores, vi que este material era mi material. Precisamente por eso dudé mucho tiempo, sabiendo que no se encuentra material todos los años. Escribí la pieza cinco veces antes de darla libre”.

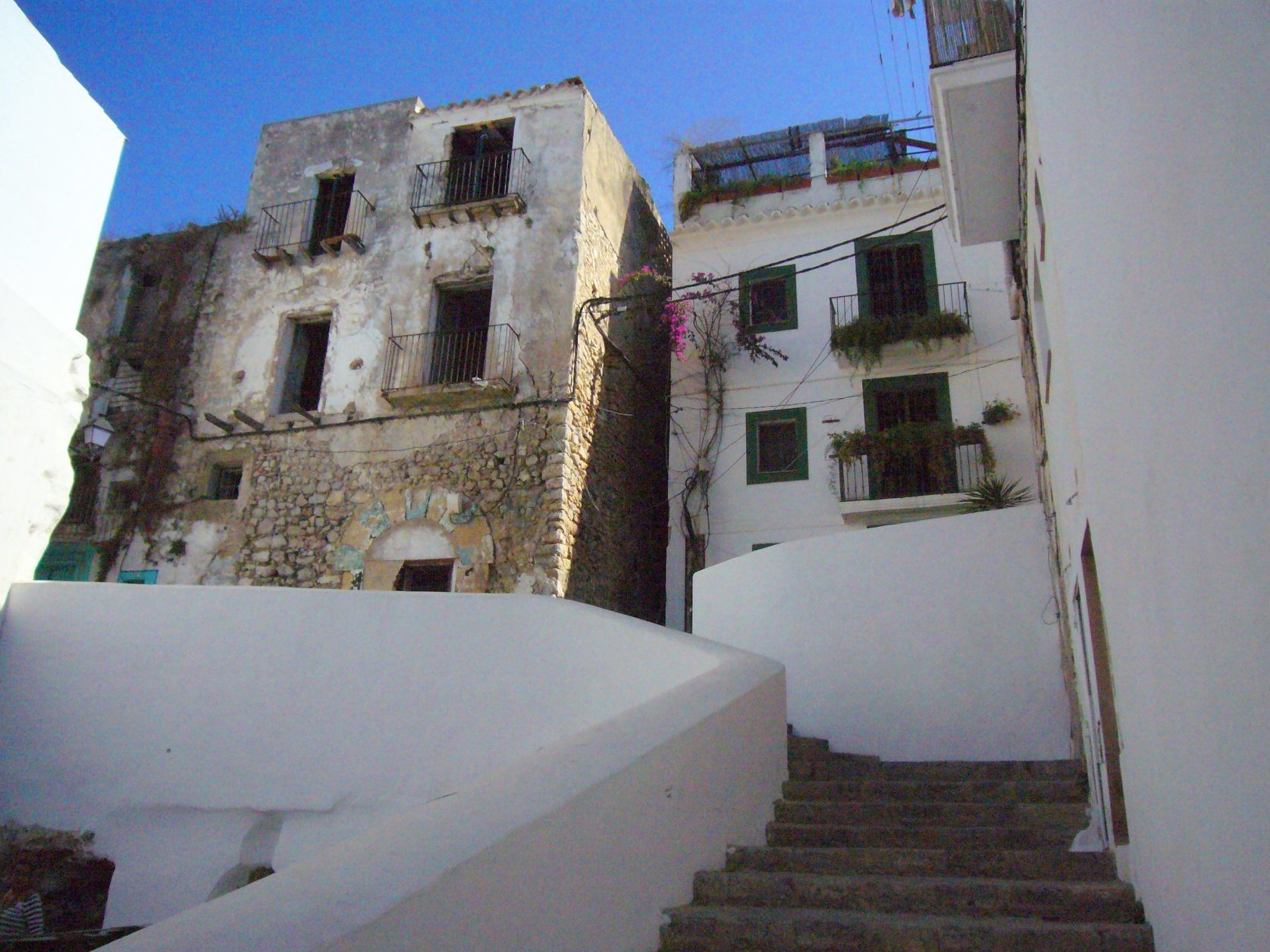
El casco antiguo de Ibiza, la inspiración para los telones de fondo de Andorra

Frisch planeó su obra para el 20.° aniversario del Schauspielhaus Zürich en la temporada 1958/1959, pero prefirió como práctica las dos obras en un acto Biedermann y los incendiarios y La gran furia de Philipp Hotz. Los trabajos comenzaron en Ibiza, de ahí, según Frisch, “los fondos blancos y desnudos”. Una primera versión bajo el título La hora de Andorra quedó inacabada debido al trabajo simultáneo en la novela Mi nombre es Gantenbein. En diciembre de 1960, Frisch presentó una versión a Suhrkamp Verlag bajo el título Model Andorra. Pero hasta el estreno en el Schauspielhaus de Zúrich, que tuvo lugar durante tres noches los días 2, 3 y 4 de noviembre de 1961, Frisch trabajó intensamente en el drama; se realizaron cambios hasta el estreno en Alemania el 20 de enero de 1962 (al mismo tiempo) en Múnich, Düsseldorf y Fráncfort).
Frisch comentó sobre el título final Andorra en las notas del artículo: “Por supuesto, lo que se quiere decir no es el pequeño estado real de este nombre, ni la gente pequeña de los Pirineos que no conozco, ni otro pequeño estado real que conozco [en alusión a Suiza]; Andorra es el nombre de un modelo.”  Se lamentó ante Horst Bienek: “ Andorra no es un buen título. No se me ocurrió uno mejor. ¡Una pena! En cuanto al pequeño Estado de Andorra, me consuela pensar que no tiene un ejército para poder atacar a los países que, por malentendidos, realizan la obra." 
Bertolt Brecht tuvo una fuerte influencia en Andorra. El propio Frisch notó “la simple conciencia que aprendí de él”. Andorra es “[no] un intento de ir más allá de Brecht, sino un intento de teatro épico sin adoptar la posición ideológica de Brecht”. Un efecto de alienación al estilo de Brecht es “la aparición de protagonistas que no tienen una canción, pero hacen declaraciones; es seguro que esto lo he heredado de Brecht”.

## Recepción

Celebración del estreno en Andorra en 1961

Andorra, junto con Biedermann y los incendiarios, es una de las obras más conocidas y de mayor éxito de Frisch. Debido al gran interés del público, el estreno en el Schauspielhaus de Zúrich se prolongó durante tres noches del 2 al 4 de noviembre de 1961 y fue un gran éxito. Siegfried Melchinger escribió sobre Andorra: “Es la [pieza] más importante en lengua alemana desde hace años. […] La abrumadora aprobación con la que fue recibido en el Schauspielhaus de Zurich […] se debió tanto a la verdad que dice como al hombre que tuvo el coraje de llevarlo al escenario.”  Friedrich Luft también se mostró entusiasmado: “El interés fue enorme y también el éxito. ¿Cuándo fue la última vez que experimentamos tal frenesí de aprobación por una obra moderna escrita en alemán y por un material bastante desagradable y sensible? […] Con este triple estreno en Zúrich tenemos por fin una pieza escénica muy visible, importante y muy buena en nuestro propio idioma. Una pieza ejemplar, una pieza atemporal”. Sin embargo, añadió: “La frescura se celebró sin cesar. ¿Será comprendido y aplaudido?” 
En Suiza, Andorra era vista como un modelo para Suiza y los críticos del país reaccionaron “con poco entusiasmo”. El propio Frisch confesó: “ Andorra ha impactado al público suizo […] y no sin querer, un ataque contra el comportamiento fariseo hacia la culpa alemana: la tendencia al antisemitismo en Suiza.”  Sin embargo, la obra fue bien recibida por el público alemán porque “demostró que no eran los únicos capaces de cometer crímenes”. Pero los críticos alemanes también discutieron la referencia a su propia historia y alnacionalsocialismo. Rudolf Walter Leonhardt escribió: “El modelo histórico de Andorra es Alemania”.Hellmuth Karasek reconoció en la escena final  “una analogía dramática espantosa y terriblemente adecuada con la realidad del campo de concentración y las selecciones”. Para Peter Pütz, la escenificación provocó malentendidos entre el público: “Algunos se reclinaron en sus asientos con un suspiro de alivio y vieron superado un capítulo oscuro de la historia alemana, al menos en términos literarios. Otros expresaron indignación, porque consideraban que faltaba una representación y un procesamiento adecuados del horror indescriptible".
De hecho, el entusiasmo inicial pronto se mezcló con voces críticas. Para Friedrich Torberg, Frisch escribió con Andorra “una pieza eminentemente importante, una de las más importantes escritas en lengua alemana desde 1945. […] debería mostrarse en todos los escenarios alemanes. Así de importante es”. Pero su raíz es “el malentendido fundamental [...] Judío, ser judío, el judaísmo pueden carecer de claridad como conceptos o hechos [...]: no son modelos, no son objetos intercambiables de arbitrariedad (y a su vez intercambiables). El antisemitismo tampoco es un prejuicio arbitrario (y a su vez intercambiable).”  Hans Bänziger percibió acusaciones aún más amplias contra Andorra: “Se dice que en algunos lugares incluso se ha descubierto una tendencia antisemita. Esto no es una coincidencia. Debido a que el problema judío ha sido reducido a sus fundamentos generales en la obra, el problema judío queda desactivado.”  Hans Rudolf Hilty criticó: “Si la persona perseguida es sólo un hipotético judío, la persecución aparece con demasiada facilidad como un 'error trágico' [...] la subsunción del problema del antisemitismo bajo la exigencia 'No deberás hacerte una imagen" probablemente ha llevado a una banalización de este hecho histórico”. Hans Weigel incluso lanzó una “advertencia sobre Andorra ”. La pieza “en segundo lugar, no es buena y, en primer lugar, es muy peligrosa”. Frisch “no se dio cuenta de la alegoría pretendida” y con ello sugiere el subterfugio, como en la obra nunca fue así en la realidad. "Siempre es vergonzoso cuando se promueve una buena causa utilizando medios cuestionables". Pero Austria “sobrevivió al dominio alemán, Austria sobrevivió a la cuádruple ocupación de diez años, Austria también se enfrentará a Andorra de Max Frisch”.
La producción israelí de marzo de 1962 en el teatro de la ciudad de Haifa fue considerada en una reseña del Jedioth Hajom como “un cierto riesgo”, ya que entre el público estaban los fiscales y no los acusados. El espectador en Israel no puede utilizar el "doble pensamiento" para superar el hecho de que no sólo se refiere a los judíos sino a todas las minorías, "el intento de la obra de demostrar que los judíos no son 'diferentes' en absoluto, sino que están obligados a ser diferentes, naturalmente" no puede tener permanencia en Israel. También existe algo positivamente judío”. Sin embargo, Andorra es un “drama conmovedor. […] A pesar de las objeciones menores, también se puede recomendar calurosamente a la audiencia israelí.”  La representación en Broadway de Nueva York, sin embargo, fue cancelada apenas una semana después de su estreno el 9 de febrero de 1963 por ser un completo fracaso. Howard Taubman criticó en el New York Times, entre otras cosas, la ironía de Frisch, que era "amarga e inflexible". “Su humor rara vez es divertido o animado, y apenas hay chistes divertidos. Golpea al lector como una porra”. Señaló las diferencias entre las mentalidades norteamericana y centroeuropea. «Lo que nos parece una ironía bastante transparente, allí se percibe como profunda y sutil». Sabina Lietzmann juzgó de las quince críticas americanas que había recibido que “sólo cinco entendían lo que era Andorra ”. El público calificó la pieza como “torpe, tosca, sin tacto […], vergonzosa, barata […]. No quieren dejarse afectar por Andorra y, refiriéndose al éxito europeo, afirman que puede tener un efecto terapéutico masivo "allí", pero aquí está rompiendo puertas abiertas. Aquí la gente comprende desde hace mucho tiempo y en general que el prejuicio racial es un mal y sus consecuencias; Max Frisch no es necesario para eso.” 

Celebración del estreno de Andorra, lateral izquierdo Friedrich Dürrenmatt

El fracaso americano y las críticas que también comenzaron en Europa tuvieron su efecto. Si bien Andorra fue la segunda obra de mayor éxito en los teatros de habla alemana en la temporada 1962/63 con 963 representaciones después de Los físicos de Friedrich Dürrenmatt, en los años siguientes se representó cada vez menos y se utilizó principalmente como material de lectura escolar. Desde principios de la década de 1980, las producciones han vuelto a aumentar y Andorra ha sido percibida de una manera nueva por su “atemporalidad”, “la explosividad no disminuida de su tema” y su “actualidad opresiva”. Hasta 1996 , Volker Hage había contado alrededor de 230 representaciones en salas de habla alemana. Según Jürgen H. Petersen, Andorra sigue siendo “controvertida hasta el día de hoy” e “igualmente valorada y rechazada como obra de arte en los países de habla alemana”.
El propio Max Frisch comentó los malentendidos que acompañaron la puesta en escena de Andorra en una carta a Peter Pütz en 1975: “La pieza en sí no es inocente de esto. Parece demasiado decidida, por una necesidad que me ha costado mucho trabajo: la fábula no se sostiene lo suficiente (a diferencia de la pieza de Biedermann, que por tanto sigue siendo más abierta) y, por tanto, no puede prescindir de un penetrante  significado'."  No fue hasta 1968 que Frisch regresó al teatro con Biografía: una obra de teatro. Se alejó expresamente de la forma de parábola de las piezas anteriores, que le exigían "dar un mensaje que en realidad no tengo", pero ya no logró el éxito de audiencia. En una entrevista con Heinz Ludwig Arnold, Frisch confesó: “Me alegro de haber escrito [ Andorra ], me alegro de que se representó mucho, no vi demasiadas representaciones. No es que tenga muchas ganas de verla ahora; es demasiado transparente para mí […]; pero entonces [si no fuera transparente,] podría dejar de ser efectiva […] No creo que sea lo suficientemente misteriosa para mí." 

## Adaptaciones cinematográficas
- Andorra, dirigida por Kurt Hirschfeld, Gert Westphal (Alemania, 1964) [34]
- Andorra, dirigida por Diagoras Chronopoulos, Dimitris Papakonstadis (Grecia, 1976) [35]